# Pseudamia gelatinosa
Pseudamia gelatinosa är en fiskart som beskrevs av Smith, 1956. Pseudamia gelatinosa ingår i släktet Pseudamia och familjen Apogonidae. Inga underarter finns listade i Catalogue of Life.